# Arxiprestat
Dins de l'església catòlica, un arxiprestat és una agrupació de parròquies amb finalitats de coordinació a diferents nivells, sota la coordinació d'un dels sacerdots que hi pertany, el qual rep el nom d'arxipreste. És la primera subdivisió en l'organització territorial d'un bisbat, o la segona, en el cas que hi existeixin les zones pastorals o una altra subdivisió primària equivalent.